# Château de Roccascalegna
Le château de Roccascalegna est un château situé dans la commune de Roccascalegna, province de Chieti, dans les Abruzzes.

## Histoire
Le château de Roccascalegna aurait été érigé au XIe siècle puis agrandi aux XVIe et XVIIe siècles. La particularité de ce château se trouve dans sa construction très originale au sommet d'une falaise. ⁠
⁠
Selon une légende urbaine,  un seigneur ayant élu domicile dans ce château, forçait toutes les filles qui venaient de se marier à passer leur première nuit avec lui et non avec leur mari. Cela provoqua le courroux de ces hommes. L'un d' eux, accoutré en femme, est entré dans le château et a assassiné le seigneur à coup de poignard. Mourant, le seigneur a touché un mur avec sa main couverte de sang et a laissé une marque. La dite marque de sang aurait été clairement visible sur le mur jusqu'en 1940, bien qu'une partie du château se soit effondrée. Malgré plusieurs tentatives de lavage, la marque réapparaîtrait à chaque fois.

## Caractéristiques
Le château est érigé au sommet d'une falaise, surplombant le village de Roccascalegna. Il est ensuite agrandi aux XVIe et XVIIe siècles. ⁠